# Invariante
Em matemática, invariante é algo que não se altera ao aplicar-se um conjunto de transformações. Mais formalmente uma entidade é considerada invariante sob um conjunto de transformações se a imagem transformada da entidade é indistinguível da entidade original.
A propriedade de ser invariante se conhece como invariança ou invariância.
Matemáticos dizem que uma grandeza é invariante "sob" uma transformação; alguns economistas dizem que é invariante "para" uma transformação.
Mais genericamente, dado um conjunto X com uma relação de equivalência {\displaystyle \sim } sobre ele, uma invariante é a função {\displaystyle f\colon X\to Y} que é constante sobre classes equivalente: não depende sobre o elemento particular. Equivalentemente, reduz-se a uma função sobre o quociente {\displaystyle \,X/\sim }.
A definição de invariante da transformação é um caso especial disto, onde a relação equivalente é "há uma transformação que torna um no outro".
Em teoria das categorias, toma-se objetos pelo isomorfismo; cada functor define um invariante, mas não cada invariante é functorial (por exemplo, o centro de um grupo não é functorial).
Em aproximações computacionais, toma-se apresentações de objetos pelo isomorfismo, tais como apresentações de grupos ou conjuntos simples pelo homeomorfismo do espaço topológico subjacente.
Em análise complexa, o conjunto {\displaystyle X} é chamada  invariante progressivo sob {\displaystyle f} se {\displaystyle f(X)=X}, e invariante regressivo se {\displaystyle f^{-1}(X)=X}. Um conjunto é completamente invariante sob {\displaystyle f} se ele é tanto um invariante progressivo como regressivo sob {\displaystyle f}.
Um exemplo fácil de invariância é a distância entre dois pontos em uma reta, esta não se altera ao somar uma mesma quantidade a ambos os pontos; quer dizer que é invariante sob a soma, mas se os multiplicamos por uma mesma quantidade (exceto o 1), modifica-se a distância; então não é invariante na multiplicação.
A simetria também pode ser considerada uma forma de invariância.